# Anne Casimir Pyrame de Candolle
Anne Casimir Pyrame de Candolle (Genève, 20 februari 1836 – Chêne-Bougeries, 3 oktober 1918) was een Zwitsers botanicus. Hij was de zoon van Alphonse Pyramus de Candolle en de kleinzoon van Augustin Pyramus de Candolle. Zijn standaardafkorting is C.DC.

## Biografie
Van 1853 tot 1857 studeerde hij scheikunde, natuurkunde en wiskunde in Parijs. Daarna verbleef hij in Engeland waar hij onder andere Miles Berkeley ontmoette. In 1859 bezocht hij Algerije. In 1860 zette hij zijn studies voort in Berlijn. Daarna keerde hij terug naar Genève waar hij als assistent en collega met zijn vader samenwerkte.
In de taxonomie gebruikte hij anatomische criteria zoals de structuur van de stengels of de bloeiwijze als basis. In de plantenfysiologie bestudeerde hij de beweging van de bladeren, het opkrullen van de ranken, het effect van lage temperaturen op de kieming en de invloed van ultraviolette straling op de bloemen. Hij was vooral geïnteresseerd in de familie van de Piperaceae.
Hij zette het werk voort dat zijn vader begonnen was aan de Monographiae phanerogamarum. Ook was hij co-editor van het Geneefse tijdschrift Archives des sciences physiques et naturelles. Hij had eredoctoraten aan universiteiten in Rostock, Genève, Aberdeen and Uppsala.
- Base de données des élites suisses: 76118
- Bibliothèque nationale de France: cb12562976r (data)
- Author citation (botany): C.DC.
- Gemeinsame Normdatei: 11644293X
- Historisch woordenboek van Zwitserland: 045432
- International Standard Name Identifier: 0000 0000 8105 9717
- Library of Congress Control Number: no2019021624
- Nationale Bibliotheek van Tsjechië: mub2017967937
- Nationale Bibliotheek van Israël: 987007396823805171
- Nederlandse Thesaurus van Auteursnamen: 142918121
- Istituto Centrale per il Catalogo Unico: RMSV834108
- Système universitaire de documentation: 034929150
- Museum of New Zealand Te Papa Tongarewa: 51665
- Virtual International Authority File: 27183216
- WorldCat: E39PBJqk9Crq6qhdYFth76QTHC